# Картина (картина Бэкона, 1946)
«Картина» (англ. Painting), также известная как «Картина 1946» (англ. Painting 1946) или «Картина (1946)» (англ. Painting (1946)), — картина британского художника ирландского происхождения Фрэнсиса Бэкона, созданная в 1946 году. Она написана маслом на льняном полотне. 
Первоначально на ней создавалось изображение шимпанзе в высокой траве (остатки которой могут все ещё могут быть обнаружены на полотне). Затем Бэкон попытался нарисовать хищную птицу, садящуюся в поле. Художник охарактеризовал эту картину как свою самую бессознательную, образы которой формировались без его намерения. В интервью британскому искусствоведу Дэвиду Сильвестру в 1962 году Бэкон вспоминал, что когда он пытался нарисовать птицу, которая могла быть как-то связана с тремя формами, бывшими ранее на этом полотне, то внезапно линия, которую он провёл, предложила нечто совершенно иное. И из этого случайного «предложения» и возникла эта картина. Художник утверждал, что у него не было намерения создавать эту картину и он никогда не думал об этом в таком ключе. Бэкон сравнил процесс её появления с одним непрерывным несчастным случаем, выраженном в череде подобных случаев, накладывающихся друг на друга.
За год до появления полотна Бэкона картина Николы Пуссена «Поклонение золотому тельцу» была включена в коллекцию Лондонской национальной галереи, и Бэкон почти наверняка держал эту картину на задворках своего подсознания, что отразилось в отображении гирлянд, телёнка (убитого у Бэкона) и палаточного лагеря евреев, у Бэкона превращённого в зонтик. 
Британский художник Грэм Сазерленд увидел «Картину» в студии Cromwell Place и убедил своего дилера Эрику Браузен, тогда работавшую в галерее Редферн, пойти посмотреть на полотно и купить его. Браузен несколько раз писала Бэкону и посетила его студию в начале осени 1946 года, без долгих раздумий приобретя работу за 200 фунтов стерлингов. «Картина» была представлена на нескольких групповых выставках, в том числе в британской секции Международной выставки современного искусства (фр. Exposition internationale d'arte moderne), проходившей с 18 ноября по 28 декабря 1946 года в Государственном музее современного искусства в Париже, для чего Бэкон отправился в Париж. 
Через две недели после продажи «Картины» Ганноверской галерее Бэкон использовал вырученные деньги, чтобы сбежать из Лондона в Монте-Карло, где он провёл большую часть следующих лет. 
В 1948 году картина была продана Алфреду Барру для Нью-Йоркского музея современного искусства. Бэкон писал Сазерленду с просьбой применить фиксатор к пастельным вкраплениям на полотне, прежде чем она будет отправлена в Нью-Йорк. Ныне «Картина» слишком хрупка для возможных перенесений из музея на выставки в другие места.
В 2007 году британский художник Дэмьен Херст, большой поклонник Бэкона, создал свою витринную инсталляцию «Школа: археология потерянных желаний, постижение бесконечности и поиск знаний» (англ. School: The Archaeology of Lost Desires, Comprehending Infinity and the Search for Knowledge), используя элементы из «Картины» Бэкона (тушу быка, птиц, стул и зонтик), которые размещались в отдельных витринах. 